# Ernst Bensch
Ernst Otto Bensch (* 16. August 1874 in Halle (Westf.); † nach 1944) war ein deutscher Chemiker und Unternehmer. Er wirkte als Generaldirektor und Vorstandsmitglied der „Union“-Fabrik chemischer Produkte und war Direktor und Vorstandsmitglied der Superphosphatfabrik Nordenham.

## Leben und Wirken
Ernst Bensch schlug einen Lebenslauf als Chemiker und Unternehmer ein. Als Firmendirektor war er zunächst in Schosdorf bei Greiffenberg in Schlesien in der Firma Carl Koethen GmbH tätig, nachdem er bereits 1916 zum Geschäftsführer bei der Firma Chemische Werke Pommern GmbGH in Stettin ernannt worden war. Der Zweck dieser Firma mit einem Stammkapital von 1 Million Mark war die Errichtung und der Betrieb chemischer Fabriken und die Beteiligung an derartigen Unternehmen.
In der Weimarer Republik wurde er Direktor, nachdem er bereits im Jahre 1918 zum Vorstandsmitglied der „Union“-Fabrik chemische Produkte gewählt worden war, die im Stettiner Ortsteil Glienken am Königstor 6 ihren Sitz hatte. Ab 1929 führte Ernst Bensch den Titel Generaldirektor dieser Firma.
Da die Firma „Union“ auch an der Hauptbeteiligte an der Firma Superphosphatfabrik Nordenhain, Aktiengesellschaft, Friedrich-August-Hütte (Oldenburg) war, besaß Ernst Bensch gleichzeitig seit dem Jahre 1918 auch die Funktion als Direktor und Vorstandsmitglied dieser Firma.
Er lebte in Stettin, Werderstraße 5/6.